# Vercoquin e il plancton
Vercoquin e il plancton è un romanzo di Boris Vian pubblicato per la prima volta nel 1947 dall'editore Gallimard.

## Trama
Il romanzo è ambientato in Francia, nel corso della seconda guerra mondiale. Si svolge tra gli aderenti della sottocultura Zazous e i loro amici. Questi si dedicano spesso ai balli dello swing e del jitterbug nell'allegra e spensierata atmosfera dei surprise-party. Ad organizzare il primo ed il secondo surprise-party è il Major. Nel primo, il Major s'innamora di Zizanie, nel secondo si fidanza con lei. Nel romanzo, tra i due surprise-party, viene descritto il frustrante lavoro impiegatizio presso il "Consorzio Nazionale dell'Unificazione", a cui sono sottoposti Emile Vidal, dietro il quale si nasconde l'autore Vian, Emmanuel Pingeon, suonatore di jazz, Lavandoux, e, in un secondo momento, il Major. Infatti anche il Major viene assunto come impiegato nel C.N.U. con il nascosto proposito di sposarsi con l'affascinante Zizanie, nipote del direttore del C.N.U.: Miquet, tutore di Zizanie. Il Major ottiene l'ammirazione del pedante zio-direttore-tutore Miquet dopo aver messo a punto un progetto sui surprise-party, e non solo, di averlo difeso nell'incontro con i Rapportatori e gli Uffici di Unificazione. In casa di Zizanie, viene organizzato un ricevimento in occasione del fidanzamento tra Zizanie e il Major, presenti molti parenti. Ma la festa ristagna in una atmosfera falsa e priva di reale divertimento. Gli adulti vengono finalmente "neutralizzati", così la festa può essere trasferita nella casa di una ragazza della compagnia. Qui il Major e il suo migliore amico e collaboratore Antioche, avviano il più sensazionale surprise-party mai organizzato. È talmente ben riuscito che il romanzo termina con l'esplosione della casa.

## Alcuni temi

### Lo scontro generazionale
Siamo in piena guerra generazionale, e la gioventù avanza con energia il suo diritto a divertirsi, e ad ogni costo differenziarsi dagli adulti. Vian lo rende esplicito negli ultimi capitoli del romanzo, dove gli Zazous si liberano degli adulti, anche uccidendoli fisicamente, ma sempre in maniera comica e totalmente irrealistica.

### L'ipocrisia del mondo borghese
La critica più aspra e sentita lanciata da Vian, anche perché fortemente connessa alla sua vita, è contenuta nel personaggio del direttore-tutore-zio Miquet. Miquet è ossessionato da un'idea quasi eroica del proprio lavoro, eppure risulta inoperoso, ipocrita in ogni sua parola, pretenzioso fino al capriccio, come i numerosi rimproveri a danno dei dipendenti su problemi assurdi rivelano: l'attenzione alle virgole nei verbali scritti, l'ordine nel presentarsi e nel vestire, e così via. Inoltre la sua ossessione nel lavoro gli procura anche una completa insensibilità nei confronti della guerra, della quale è preoccupato solo in rapporto al rischio che i documenti del suo ufficio possano essere saccheggiati. La falsità di Miquet porta Emmanuel Pingeon a questa affermazione: "[Pingeon] disse di essere disgustato di essere sempre franco e non incontrare che ipocriti".

### La frustrazione del lavoro impiegatizio
I compiti insensati ordinati da Miquet rendono l'ambiente lavorativo frustrante. Molta letteratura del Novecento descrive la frustrazione e l'umiliazione a cui gli impiegati erano sottoposti durante lo svolgimento del loro lavoro; l'umiliazione è ovviamente più insostenibile per coloro che nutrono ambizioni letterarie: questo Vian deve aver provato durante la sua vita, assunto dal luglio 1942 al febbraio 1946 all'AFNOR. La noia mortale dell'ufficio fa risaltare il divertimento dei surprise-party.

## Struttura e stile
Il romanzo è diviso in quattro parti: "Swing dal Major", "All'ombra dei ciclostile", "Il Major nell'hypoid", "La passione dei Jitterburgs".

### Struttura dei capitoli
Non può passare inosservata la particolare successione e struttura dei capitoli: nella prima parte, ai capitoli III e IV segue nuovamente un capitolo II, preceduto dalla seguente motivazione dell'autore: "È solo il capitolo II perché le avventure del Major sono cominciate al capitolo precedente con l'arrivo di Zizanie". Inoltre, il VI capitolo precede il IV, e al riguardo l'autore fornisce spiegazioni sempre fantasiose e comiche.

### Stile
È già la scelta della posizione dei capitoli a rivelare la passione per l'umorismo e il gioco. Così il Major spiega al suo amico Antioche, come egli sia riuscito ad ingannare Fromental: "Non aveva letto il capitolo V...". Numerosi i giochi di significato con le parole e gli effetti comici dati dal suono dei vocaboli, ovviamente più efficaci in lingua originale.

## Curiosità
Nel corso del VIII capitolo della parte terza sono presenti due poesie, una di Fromental e una del Major, che si scambiano, ed entrambe declamate dal Major.